# Acidente

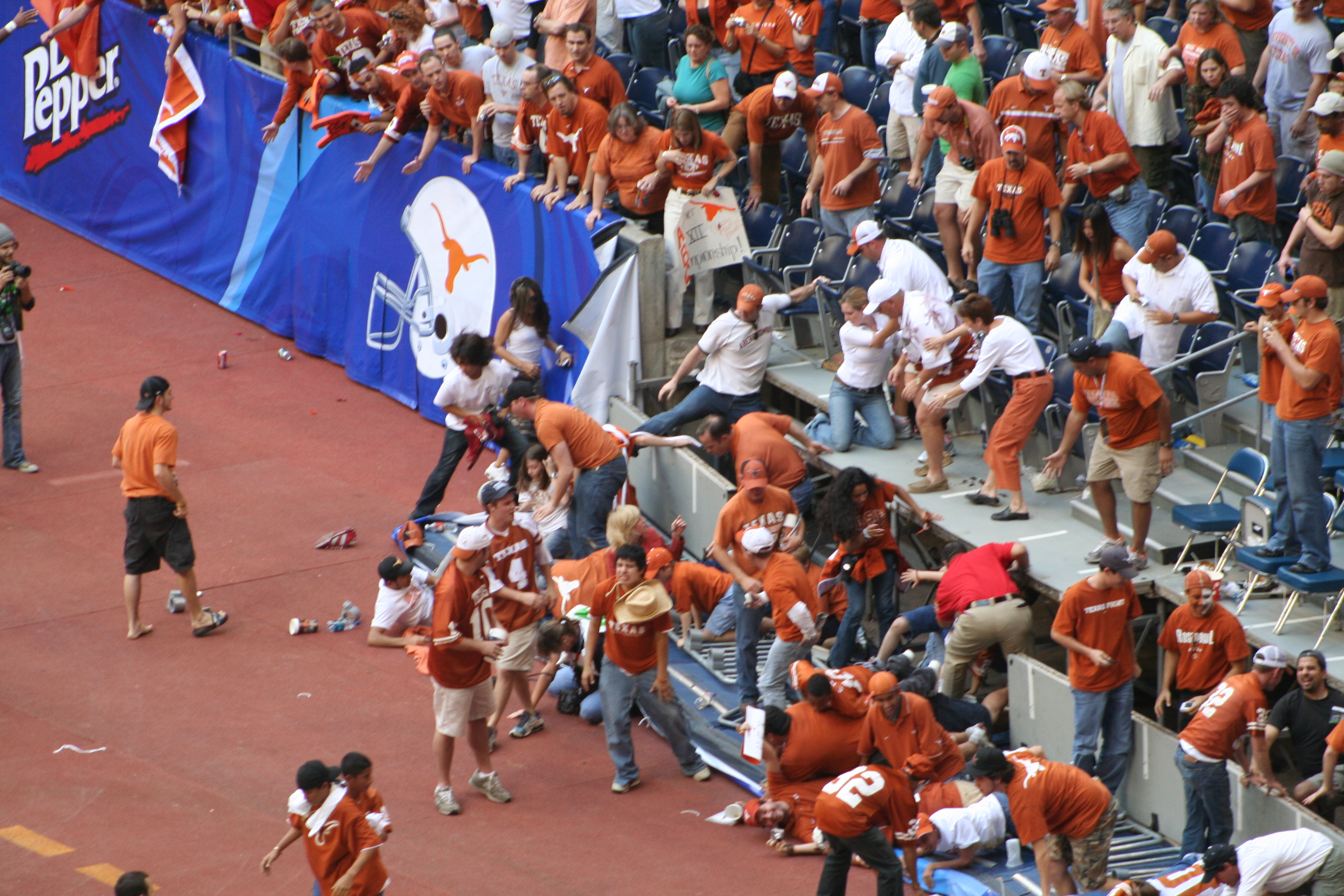
Um acidente em um jogo de futebol americano.

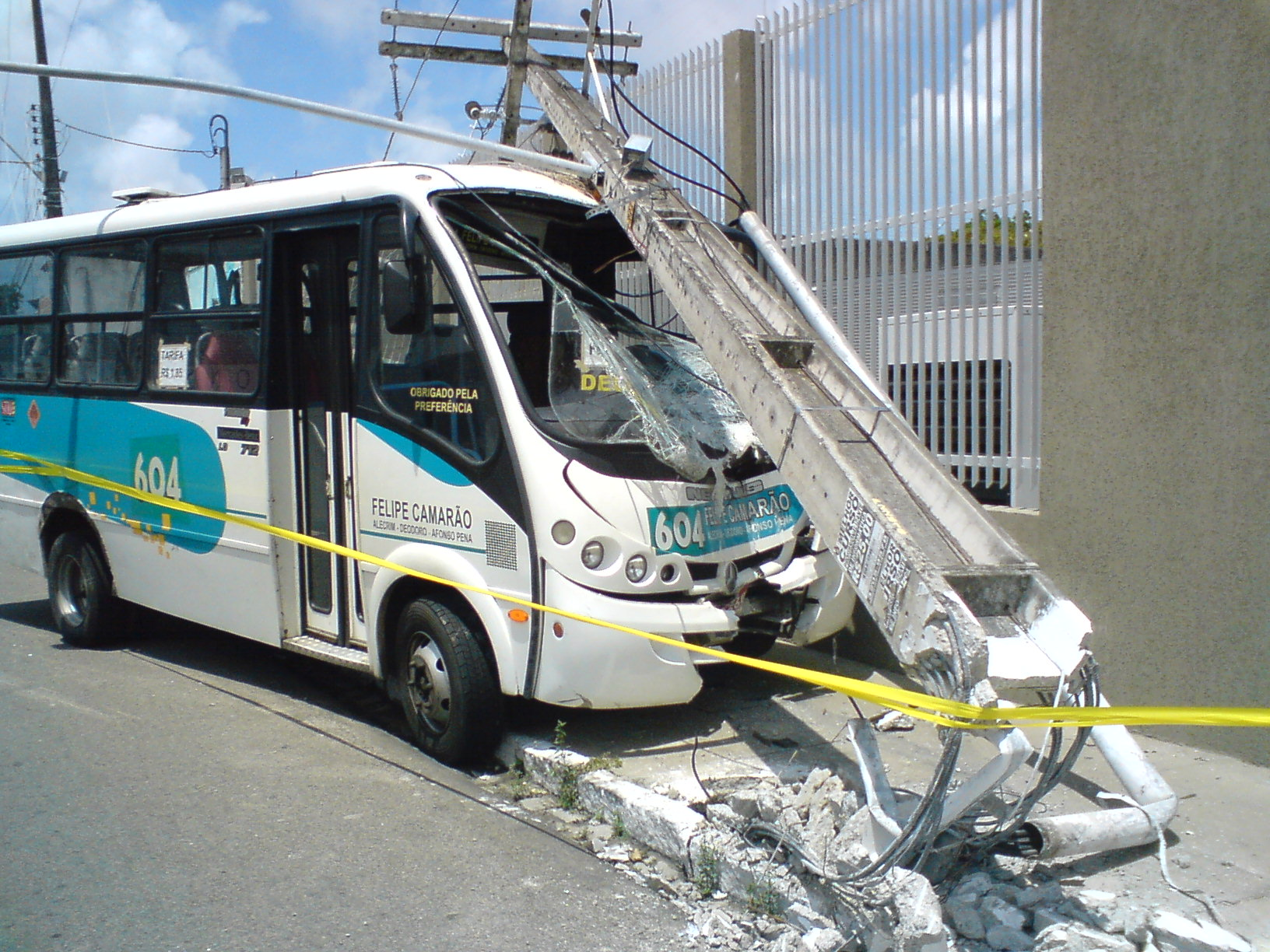
Um acidente de trânsito.

Um acidente é um evento inesperado e indesejável que causa danos pessoais, materiais (danos ao patrimônio), danos financeiros e que ocorre de modo não intencional. Exemplos físicos incluem colisões e quedas indesejadas, lesões por tocar em algo afiado, quente, elétrico ou ingerir veneno. Exemplos não físicos podem incluir revelar um segredo não intencionalmente, esquecer um compromisso, etc.[carece de fontes?]
Se os resultados dessa negligência, imprudência ou imperícia eram previsíveis e não foram tomadas as precauções necessárias para evitá-la, a pessoa pode ser responsabilizada por eventuais consequências de tal negligência, inclusive em âmbito penal. Em um "acidente", ninguém pode realmente ser responsabilizado porque o acontecimento é imprevisível ou muito pouco provável, apesar de que o causador, mesmo involuntariamente, pode ter que ressarcir o bem danificado.
Muitas vezes os acidentes são investigados para que seja possível aprender a evitá-los no futuro. Isso é muitas vezes chamado análise das causas, mas geralmente não se aplica aos acidentes que não pode ser previsto com o mínimo de certeza.
De acordo com a Organização Internacional do Trabalho (OIT), mais de 337 milhões de acidentes acontecem no trabalho a cada ano, resultando, juntamente com doenças profissionais, em mais de 2,3 milhões de mortes por ano.

## Filosofia
Na Filosofia "acidente" refere-se ao que é efémero, aparente, transitório; o que não afecta à substância, essência ou a coisa em si. Por ex., é acidental a cor do cabelo, ele permanece sendo cabelo independentemente de ser vermelho, preto, azul ou branco. A forma, também, é acidental numa pedra. Os conceitos de "substância" e "acidente" são bem explicados por Aristóteles em suas obras filosóficas.